# Ljungsjöarna
Ljungsjöarna är en grupp av sjöar vid gränsen mellan Härjedalen och Jämtland i Undersåkers socken och Storsjö socken. Sjöarna avvattnas av Ljungan. Tre av sjöarna finns med i Sjöar, vattendrag och avrinningsområden från SMHI. Den största är Ljungsjöarna (Undersåkers socken, Jämtland, 698819-133700) och två av de mindre har artiklar Ljungsjöarna (Undersåkers socken, Jämtland, 698837-133719) och Ljungsjöarna (Undersåkers socken, Jämtland, 698842-133720), sjö i Åre kommun.